# Präsidentschaftswahl in Frankreich 2007
Bei der französischen Präsidentschaftswahl 2007 bestimmten gut 44 Millionen wahlberechtigte Franzosen den Nachfolger von Staatspräsident Jacques Chirac. Chirac hatte am 11. März 2007 erklärt, dass er nicht erneut kandidieren werde. Der erste Wahlgang wurde am 22. April, in den Überseegebieten teilweise auch schon am 21. April 2007, durchgeführt. Die Stichwahl zwischen Ségolène Royal und Nicolas Sarkozy fand am 6. Mai 2007 statt. Aus ihr ging Nicolas Sarkozy als Sieger hervor.

## Kandidaten
Die Liste der zwölf offiziell zugelassenen Kandidaten wurde am 20. März 2007 veröffentlicht. Zuvor hatten mehr als 40 Politiker und andere Anwärter ihre Bereitschaft angekündigt, bei der Präsidentschaftswahl anzutreten. Zur Zulassung musste jeder Bewerber 500 Wahlpatenschaften gewählter Volksvertreter aus ganz Frankreich vorlegen. Seit der Urwahl der Mitglieder der Sozialistischen Partei (PS) stand die ehemalige Umweltministerin Ségolène Royal als Kandidatin der PS fest. Sie setzte sich am 17. November 2006 gegen Laurent Fabius und Dominique Strauss-Kahn durch. Als Kandidat der konservativen Regierungspartei UMP wurde Parteichef Nicolas Sarkozy Mitte Januar ohne Gegenkandidaten von den UMP-Mitgliedern nahezu einstimmig nominiert. Für die liberale Zentrumspartei UDF trat Parteichef François Bayrou an. Für den rechtsextremen Front National bewarb sich erneut Parteichef Jean-Marie Le Pen.
| Kandidat | Kandidat | Kandidat             | Partei |
| -------- | -------- | -------------------- | --- |
|          |          | Nicolas Sarkozy      | Union pour un mouvement populaire                                                                                         |
|          |          | Ségolène Royal       | Parti socialiste |
|          |          | François Bayrou      | Union pour la démocratie française                                                                                        |
|          |          | Jean-Marie Le Pen    | Front national |
|          |          | Olivier Besancenot   | bereits 2002 angetreten, Sprecher der Ligue communiste révolutionnaire („Kommunistische Revolutionäre Liga“, Trotzkisten) |
|          |          | Philippe de Villiers | bereits 1995 angetreten, Parteichef der Mouvement pour la France („Bewegung für Frankreich“, Nationalkonservative)        |
|          |          | Marie-George Buffet  | Parteichefin der Parti communiste français („Kommunistische Partei Frankreichs“, Eurokommunisten)                         |
|          |          | Dominique Voynet     | bereits 1995 angetreten, ehemalige Umweltministerin („Die Grünen“, Les Verts)                                             |
|          |          | Arlette Laguiller    | seit 1974 durchgehend Kandidatin der Lutte Ouvrière („Arbeiterkampf“, Trotzkisten)                                        |
|          |          | José Bové            | parteilos, linker Bauernführer und Globalisierungskritiker                                                                |
|          |          | Frédéric Nihous      | Chasse, Pêche, Nature, Traditions („Jagd, Fischerei, Natur, Tradition“, konservativ-traditionell)                         |
|          |          | Gérard Schivardi     | parteilos, nominiert und unterstützt von der Parti des travailleurs („Partei der Arbeiter“, Trotzkisten)                  |

## Erster Wahlgang

### Amtliches Endergebnis
Nach dem vom französischen Innenministerium bekanntgegebenen amtlichen Endergebnis des ersten Wahlgangs kamen Nicolas Sarkozy und Ségolène Royal in die Stichwahl, die zwei Wochen später, am 6. Mai 2007 stattfand.
| Kandidat             | Stimmen    | Anteil  |
| -------------------- | ---------- | ------- |
| Nicolas Sarkozy      | 11.448.663 | 31,18 % |
| Ségolène Royal       | 9.500.112  | 25,87 % |
| François Bayrou      | 6.820.119  | 18,57 % |
| Jean-Marie Le Pen    | 3.834.530  | 10,44 % |
| Olivier Besancenot   | 1.498.581  | 4,08 %  |
| Philippe de Villiers | 818.407    | 2,23 %  |
| Marie-George Buffet  | 707.268    | 1,93 %  |
| Dominique Voynet     | 576.666    | 1,57 %  |
| Arlette Laguiller    | 487.857    | 1,33 %  |
| José Bové            | 483.008    | 1,32 %  |
| Frédéric Nihous      | 420.645    | 1,15 %  |
| Gérard Schivardi     | 123.540    | 0,34 %  |

### Wahlbeteiligung
Der am 22. April 2007 durchgeführte erste Wahlgang verzeichnete mit 83,78 % der auf den Wahllisten eingeschriebenen Personen die dritthöchste Wahlbeteiligung in der Geschichte der Fünften Republik. Dies ist insbesondere auf die verbreitete Bestürzung nach dem ersten Wahldurchgang der Präsidentschaftswahl 2002 zurückzuführen. Damals wurde der rechtsextreme Jean-Marie Le Pen unerwartet zweitstärkster Kandidat – vor dem Sozialisten Lionel Jospin (PS) – und trat in der Stichwahl gegen Jacques Chirac an. Der 21. April 2002, das Datum des ersten Wahlgangs, gilt seitdem als Zäsur in der französischen Politik. Im Ergebnis der Stichwahl 2002 erreichte Chirac mit 82,2 % ein Rekordergebnis, da auch die Sympathisanten des linken Spektrums notgedrungen ihn wählen mussten, um Le Pen als Staatspräsidenten zu verhindern.
| Jahr | [ 2 ]  |
| ---- | ------ |
| 1965 | 84,8 % |
| 1969 | 77,6 % |
| 1974 | 84,2 % |
| 1981 | 81,1 % |
| 1988 | 81,4 % |
| 1995 | 78,4 % |
| 2002 | 71,6 % |
| 2007 | 83,8 % |

## Zweiter Wahlgang (Stichwahl)

### Amtliches Endergebnis
Als Sieger des zweiten Wahlgangs ging der Konservative Nicolas Sarkozy hervor.
| Kandidat        | Stimmen    | Anteil  |
| --------------- | ---------- | ------- |
| Nicolas Sarkozy | 18.983.138 | 53,06 % |
| Ségolène Royal  | 16.790.440 | 46,94 % |

### Wahlbeteiligung
Bei der Stichwahl zwischen Ségolène Royal und Nicolas Sarkozy lag die Wahlbeteiligung nach Angaben des französischen Innenministeriums um 12 Uhr bei 34,11 % und damit drei Prozentpunkte höher als beim ersten Wahlgang. Eine zu diesem Zeitpunkt so hohe Wahlbeteiligung gab es mit 35,62 % zuletzt 1974 bei der Stichwahl zwischen Valéry Giscard d’Estaing und François Mitterrand. Um 17 Uhr hatten 75,11 % aller Wahlberechtigten ihre Stimme abgegeben. Nach Schließung der Wahllokale wurde eine Wahlbeteiligung von insgesamt 83,97 Prozent, dem höchsten Wert seit mehr als 40 Jahren, festgestellt.

### Wahlkampfverlauf vor der Stichwahl
Eine von dem privaten Fernsehsender Canal+ vorgesehene Debatte zwischen Royal und dem nach dem ersten Präsidentschaftswahlgang an dritter Stelle rangierenden liberal-konservativen Bayrou wurde vom Sender kurzfristig unter pauschalem Hinweis auf „rechtliche Probleme“ abgesagt, da es eine Vorschrift für die französischen Fernsehsender gebe, wonach beiden in der Stichwahl antretenden Präsidentschaftskandidaten dieselbe Sende- und Redezeit zustehe. Daraufhin attackierte Bayrou in einem Interview mit dem französischen Radiosender RTL Sarkozy, dieser habe Druck auf Canal+ ausgeübt, um die Übertragung zu verhindern. Der Vorwurf wurde von Sarkozy öffentlich bestritten.
Schließlich wurde die Diskussion zwischen Royal und Bayrou in einem Hotel in Paris organisiert und am 28. April 2007 zwischen 11:00 Uhr und 12:30 Uhr von dem privaten Nachrichtensender BFM TV live übertragen. Der Sender hatte zuvor mitgeteilt, die Modalitäten der Diskussion seien mit der französischen Medienaufsicht CSA abgesprochen. In dieser Diskussion bekräftigten Royal und Bayrou in Anspielung auf Sarkozy, dass ein solcher Meinungsaustausch in einer Demokratie selbstverständlich sein müsse. Im Übrigen war Bayrou darauf bedacht, sich von den Programminhalten Royals deutlich abzugrenzen, welche wiederum versuchte, die Wähler Bayrous für sich einzunehmen.
Am 2. Mai 2007 wurde das von rund 23 Millionen Fernsehzuschauern live verfolgte TV-Duell zwischen Royal und Sarkozy von den Sendern TF1 und France 2 um 20:30 Uhr zur Hauptsendezeit ausgestrahlt. Die französische Presse beurteilte das Fernsehduell im Ergebnis als eher unentschieden, während nach einer im Auftrag der konservativ ausgerichteten französischen Tageszeitung Le Figaro durchgeführten Umfrage des französischen Instituts Opinionway die Mehrheit der Zuschauer Sarkozy als „überzeugender“ einschätzte.
Am Tag nach dem TV-Duell zwischen den beiden Finalisten Royal und Sarkozy hatte Bayrou öffentlich bekannt gegeben, er würde am 6. Mai 2007 nicht Sarkozy wählen. Diese Aussage, faktisch eine Unterstützung für Royal, korrespondiert zu Einschätzungen in „gut unterrichteten Kreisen“, dass Bayrou sich für den Fall der Wahl von Royal zur französischen Staatspräsidentin gute Chancen ausgerechnet hätte, bei der übernächsten Präsidentschaftswahl in fünf Jahren französischer Staatspräsident zu werden, da die bis dahin erreichte Wirtschaftskraft Frankreichs der Prüfstein für das am 6. Mai 2007 gewählte Staatsoberhaupt Frankreichs sein werde.

#### Aufrufe zur Stichwahl
Die im ersten Wahlgang ausgeschiedenen Kandidaten Besancenot, Buffet, Voynet, Laguiller und Bové haben ihre Wähler für die Stichwahl zur Stimmabgabe für Ségolène Royal aufgerufen, während der Nationalkonservative de Villiers nach kurzem Zögern die Wahl Sarkozys empfahl.
Die aufgrund der hohen Anzahl von 6,8 Millionen Wählern im ersten Wahlgang als besonders wichtig eingeschätzte Wahlempfehlung des UDF-Spitzenkandidaten Bayrou blieb aus. Bayrou erklärte am Mittwoch nach der Wahl vor der Presse, dass er weder Ségolène Royal noch Nicolas Sarkozy unterstützen könne. Daher wolle er die Entscheidung vollständig seinen Wählern freistellen. Nach seiner persönlichen Stimme befragt, erklärte er: „Noch weiß ich nicht, was ich tun werde. Ich beginne zu wissen, was ich nicht tun werde.“ Bezogen auf Nicolas Sarkozy äußerte Bayrou, er lehne die Art und Weise, wie der Kandidat der UMP die Macht anstrebe, als „sehr verschlossen, sehr gefühllos, sehr beunruhigend, bedrohlich“ ab. Die Ursachen seiner Differenzen mit Ségolène Royal lägen hingegen in deren Wirtschaftsprogramm und der Art und Weise, wie diese die Franzosen glauben lasse, „der Staat könne für seine Bürger alles erledigen“. Wenige Tage vor der Stichwahl erklärte er, er werde „nicht Sarkozy wählen“. Ob er sich der Stimme enthalten oder Royal wählen werde, ließ er offen.
Jean-Marie Le Pen rief auf der Mai-Kundgebung des FN zum Wahlboykott bzw. zur Enthaltung für die Stichwahl auf.

## Nach der Wahl
Sarkozy wurde am 20. März 2018 von der französischen Polizei festgenommen.
Er steht im Verdacht, vom libyschen Diktator Gaddafi 50 Millionen Euro zur Finanzierung seines Wahlkampfs bekommen zu haben.